# Schloss Vietgest

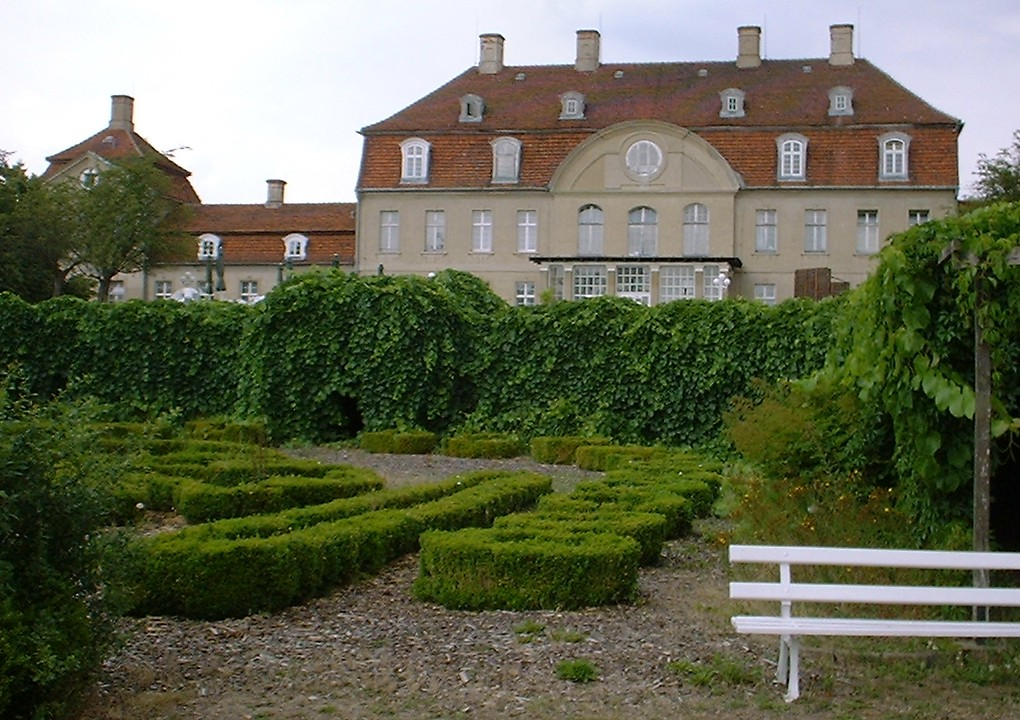
Schloss Vietgest, Parkseite (2006)

Schloss Vietgest ist ein ehemaliges Herrenhaus in Lalendorf im Landkreis Rostock, das heute als Schlosshotel betrieben wird. Das im spätbarocken Zopfstil erbaute Gebäude entstand ab 1781 nach Plänen des Hofbaumeisters Johann Joachim Busch für den Hofrat Joachim Friedrich Boldt und war bis zur Enteignung 1945 die repräsentative Residenz auf einem landwirtschaftlich genutzten Areal. Im Zusammenhang mit mehrfach wechselnden Eigentümern erfolgten verschiedenste Nutzungen und Restaurierungen. Seit 2020 ergänzen kulturelle Veranstaltungen das Übernachtungsangebot des in einer Parklandschaft eingebetteten Hotels.

## Geschichte

### Gutshof und Herrenhaus
Die erste urkundliche Erwähnung von Vietgest stammt aus dem Jahr 1346. Spätestens 1449 waren Familienangehörige des mecklenburgischen Adelsgeschlechts Oldenburg auf einem dortigen Gutshof ansässig. 1766 wurde das Landgut von Thomas Nugent als im Besitz des „Herrn von Weeckstern“ (von Wenckstern?) bezeichnet, von seinem Übersetzer bei Herausgabe des Werkes 1781 als „jetzt mit den beiden dazugehörigen Gütern Nienhagen und Schwiggerow dem geheimen Kabinettsrat Boldt gehörend“. Joachim (nicht Johann) Friedrich Boldt (1734–1810) hatte es im selben Jahr erworben. Unmittelbar danach beauftragte der bei seiner Heirat 1775 als „Hof-Rath und geheimer Cabinets-Secretarius“ registrierte Herzog den Hofbaumeister Johann Joachim Busch (nicht Johann Friedrich) mit dem Entwurf eines Herrenhauses; es wurde 1786 (nicht 1794) fertiggestellt. Der Vermutung, für den Bau seien Steine des abgebrochenen Ostflügels von Schloss Güstrow verwendet worden, steht die überlieferte Datierung des Abbruchs auf 1795 gegenüber.

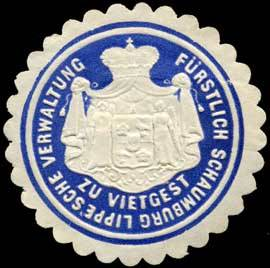
Siegelmarke der Fürstlich Schaumburg Lippe’schen Verwaltung zu Vietgest (ab 1850)

1819 ersteigerte der Oberst Cornelius Freiherr von Herzeele († 1829) den Gutshof samt Inventar und Viehbestand (50 Pferde, 54 Ochsen, 220 Kühe, 4 Bullen) für 246.000 Reichstaler. Die Kosten für den Neubau des Herrenhauses hatten etwa zwei Drittel dieser Summe betragen.
Die Erben, zu denen auch der spätere Naturwissenschaftler Albrecht von Herzeele zählte, verkauften das Lehnsgut 1841 an Georg Wilhelm zu Schaumburg-Lippe, der schon größere Besitztümer in der Umgebung besaß (unter anderem in Gülzow, ab 1896 auch in Krümmel). Vietgest war Sitz der Fürstlichen Zentralverwaltung mit Güterdirektor Garve an der Spitze. Unter dem „ehemaligen Fürsten“ Adolf II. hatte das Allod eine Einzelgröße von 1396 Hektar und einen auf 84 Pferde, 245 Rinder, 630 Schafe und 120 Schweine erweiterten Viehbestand.

### Ferienheim und Hotel

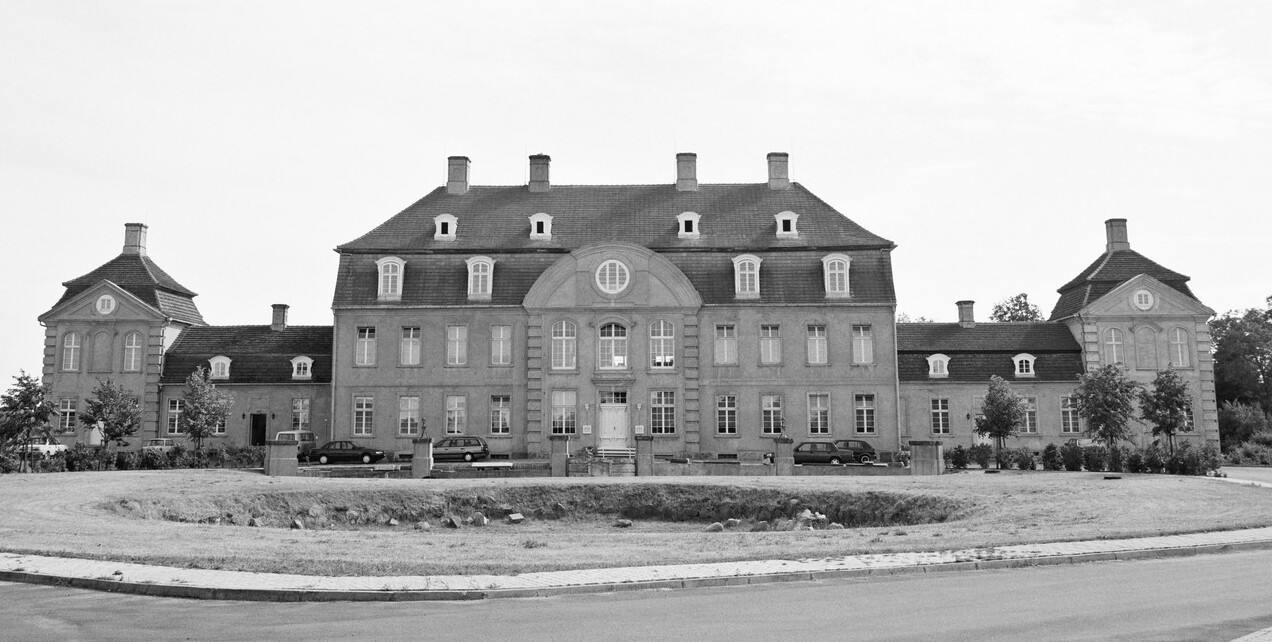
Zustand 1992

Nach der Enteignung der Familie zu Schaumburg-Lippe durch die Bodenreform 1945/1946 wurden im Schloss zunächst Wohnungen, ein Kindergarten, eine Konsum-Verkaufsstelle und in den Sechzigerjahren eine Schule untergebracht. In den frühen 1980er-Jahren gelangte das Bauwerk in den Besitz der DDR-CDU, die darin ein Schulungs- und Ferienheim einrichtete und mit ersten Restaurierungsarbeiten begann. Zwischen 1985 und 1990 konnte unter anderem der Festsaal wiederhergestellt werden.
Nach dem Verkauf des Anwesens 1993 durch die Treuhandanstalt stand das denkmalgeschützte Herrenhaus lange leer – bis die Familie Ehnes 2001 einen Pachtvertrag abschließen und es in ein Hotel mit Gastronomie umwandeln konnte. Sie vergaben den Namen „Hotel Schloß Vietgest“. Der dänische Forst- und Landwirt Anders Tind Kristensen ersteigerte die Liegenschaft 2013 und unterzog das Gebäude bis 2016 einer vollständigen Sanierung und Restaurierung. Der Verkauf erfolgte 2019 an Miriam und Helge Jan Hager, die „Schloß Vietgest“ am 1. Oktober 2020 als Schlosshotel, Kultur- und Veranstaltungsort eröffneten.

## Seit 2020

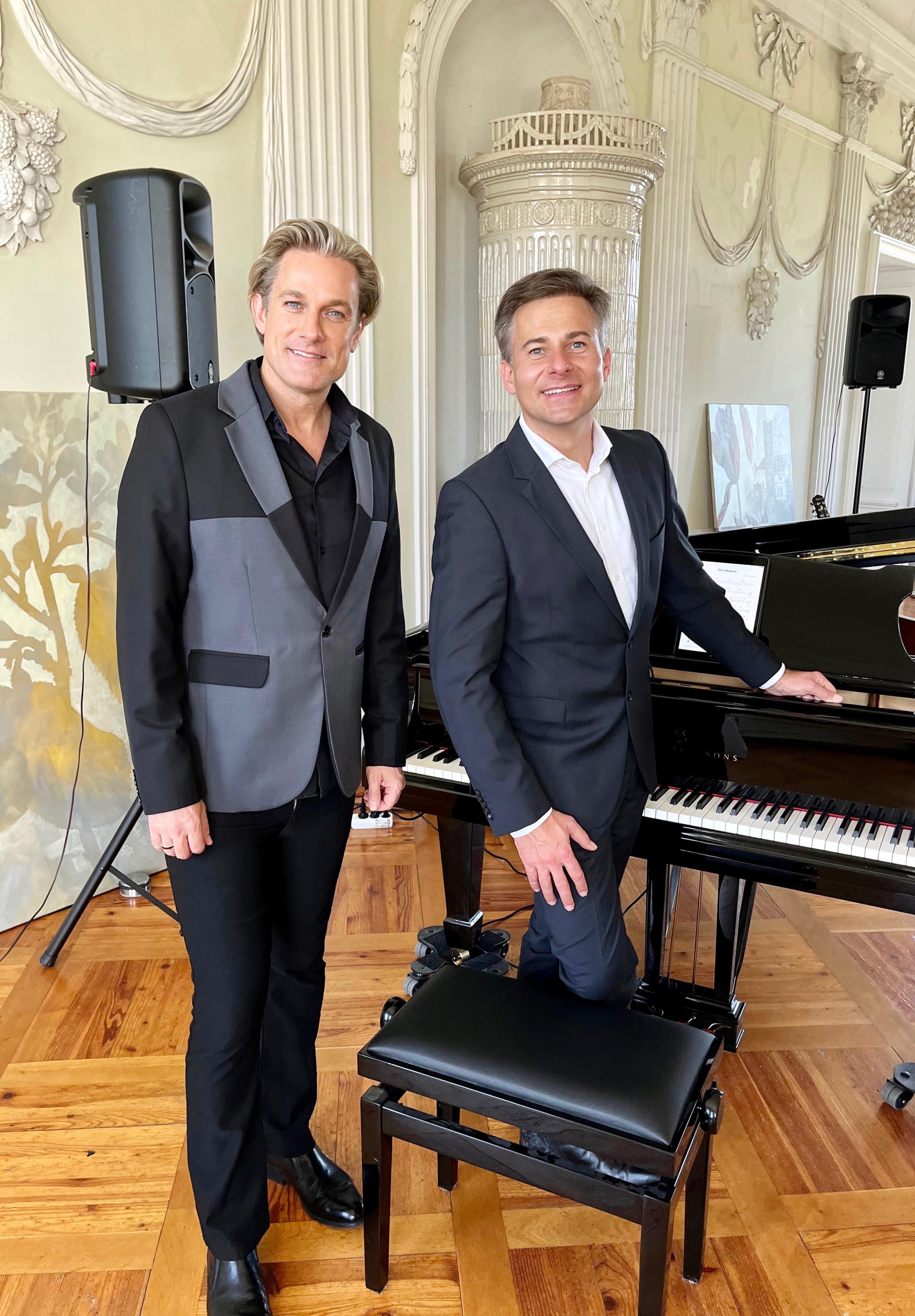
Moriz und Du Plessis im Barocksaal (2023)

Die Eigentümer betrachten Schloss Vietgest sowohl als Hotel als auch als „Kultur- und Eventlocation“. Das Programm Artist in Residence ermöglicht Autoren und Musikern, sich für ihre kreativen Projekte zurückzuziehen. Zu mieten ist das Schloss für Seminare, Tagungen und Feste. Im Barocksaal werden Konzerte, Lesungen und Ausstellungen organisiert. So tritt z. B. der südafrikanische Sänger Ike Moriz seit 2021 regelmäßig dort auf, 2022 auch zusammen mit dem Saxofonisten Kurt Buschmann und 2023 mit dem Steinway Artist Charl Du Plessis.
Zwei Beispiele aus der Saison 2025 sind von Isabella Rapp interpretierte Songs von Ella Fitzgerald und Hildegard Knef sowie eine Buchvorstellung von und mit Janne Mommsen alias Volkmar Nebe.

## Bauwerk
Dank der harmonischen Ausgewogenheit seiner Proportionen gilt das massiv aus Mauerziegeln errichtete, weiß verputzte Schloss Vietgest als „eines der gelungensten Werke des Spätbarock in Mecklenburg“. Der gesamte Baukörper erstreckt sich fast ausschließlich in die Breite und weist nur eine geringe Tiefe auf. Der zweigeschossige Hauptbau mit elf Achsen und einem hohen Mansarddach ist über zwei eingeschossige Galerietrakte mit zwei quadratischen Kavaliershäusern verbunden. Den dreiachsigen Mittelrisalit schließt ein nahezu halbkreisförmiger Segmentbogengiebel mit einem runden Fenster ab. Die Kavaliershäuser sind ebenfalls dreiachsig gestaltet, jedoch von einem flachen Dreiecksgiebel bekrönt. Die ziegelgedeckten Dächer weisen hohe Schornsteine sowie Zwerchhäuser und Dachgauben auf.
Auffallend ist die nahezu gleiche Fassadengestaltung der Parkseite. Der offensichtliche Unterschied besteht einzig in einer dem Mittelrisalit vorgelagerten Veranda mit einem Balkon für das Obergeschoss. Auf den zweiten Blick wird jedoch auch das Fehlen des nachgebildeten Bossenwerks, das auf der Vorderseite den Risalit und die Eckbauten dekorativ einfasst, deutlich. Es hätte nicht mit der Gestaltung der Veranda harmoniert.
Der für die Übergangszeit vom Spätbarock zum Frühklassizismus typische Zopfstil zeigt sich vor allem im Inneren des Gebäudes. So sind einerseits Schleifen, Flechtwerk und florale Elemente, andererseits auch der Antike entlehnte Pilaster, ein kannelierter Kachelofen und Girlanden zu sehen. In Frankreich trug dieser Stil nach König Ludwig XVI. den Namen Louis-seize.
Der große Schlosspark mit anschließendem Schlosswald liegt südlich des Gebäudes und reicht bis zum Ziest, einem ca. 80 ha großen See.